# William Johnston Tupper
William Johnston Tupper né à Halifax (Nouvelle-Écosse) le 29 juin 1862, et mort à Winnipeg le 17 décembre 1947, est un homme politique canadien, Lieutenant-gouverneur de la province du Manitoba de 1934 à 1940.